# Pantilius tunicatus
Pantilius tunicatus är en insektsart som först beskrevs av Fabricius 1781.  Pantilius tunicatus ingår i släktet Pantilius, och familjen ängsskinnbaggar. Arten är reproducerande i Sverige.

## Bildgalleri

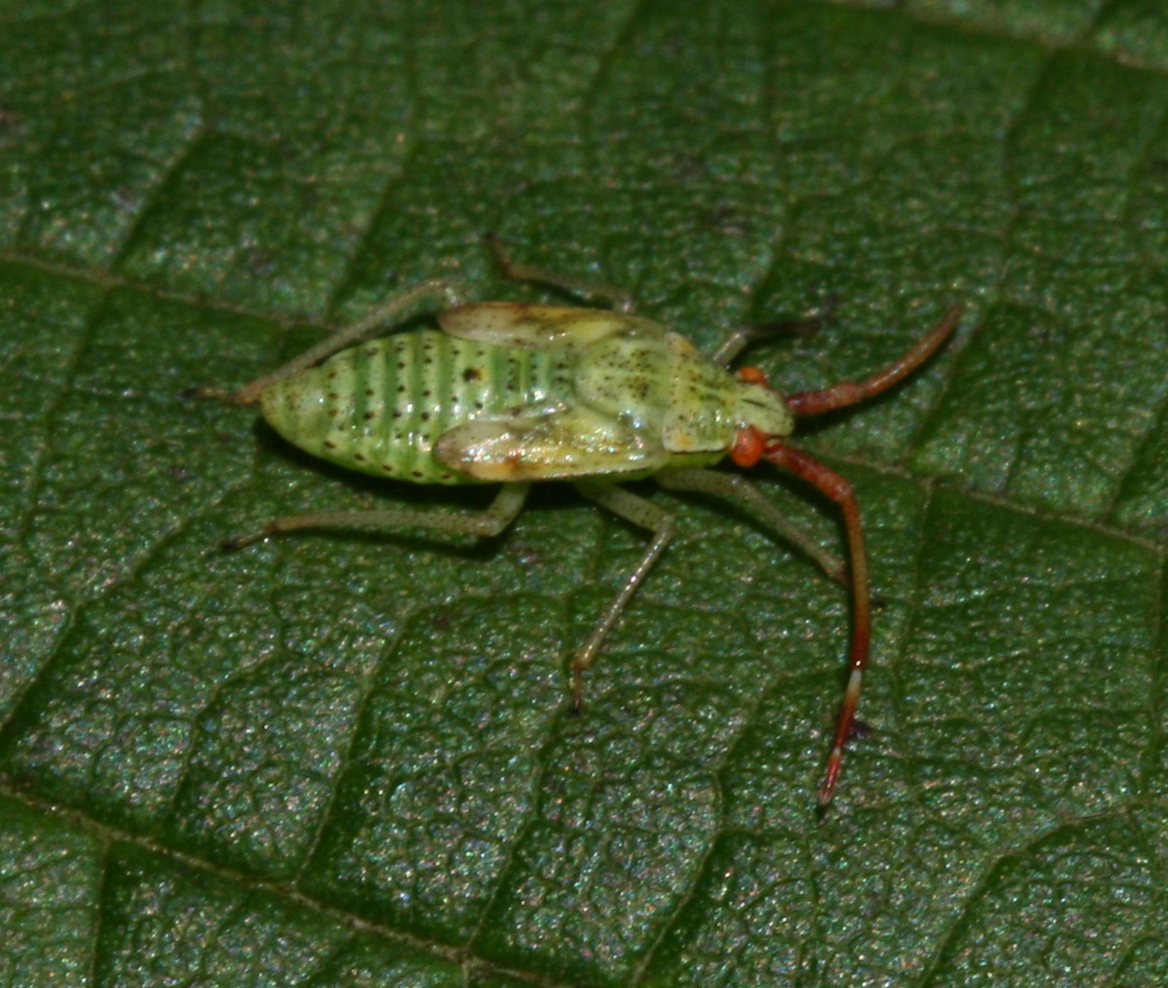
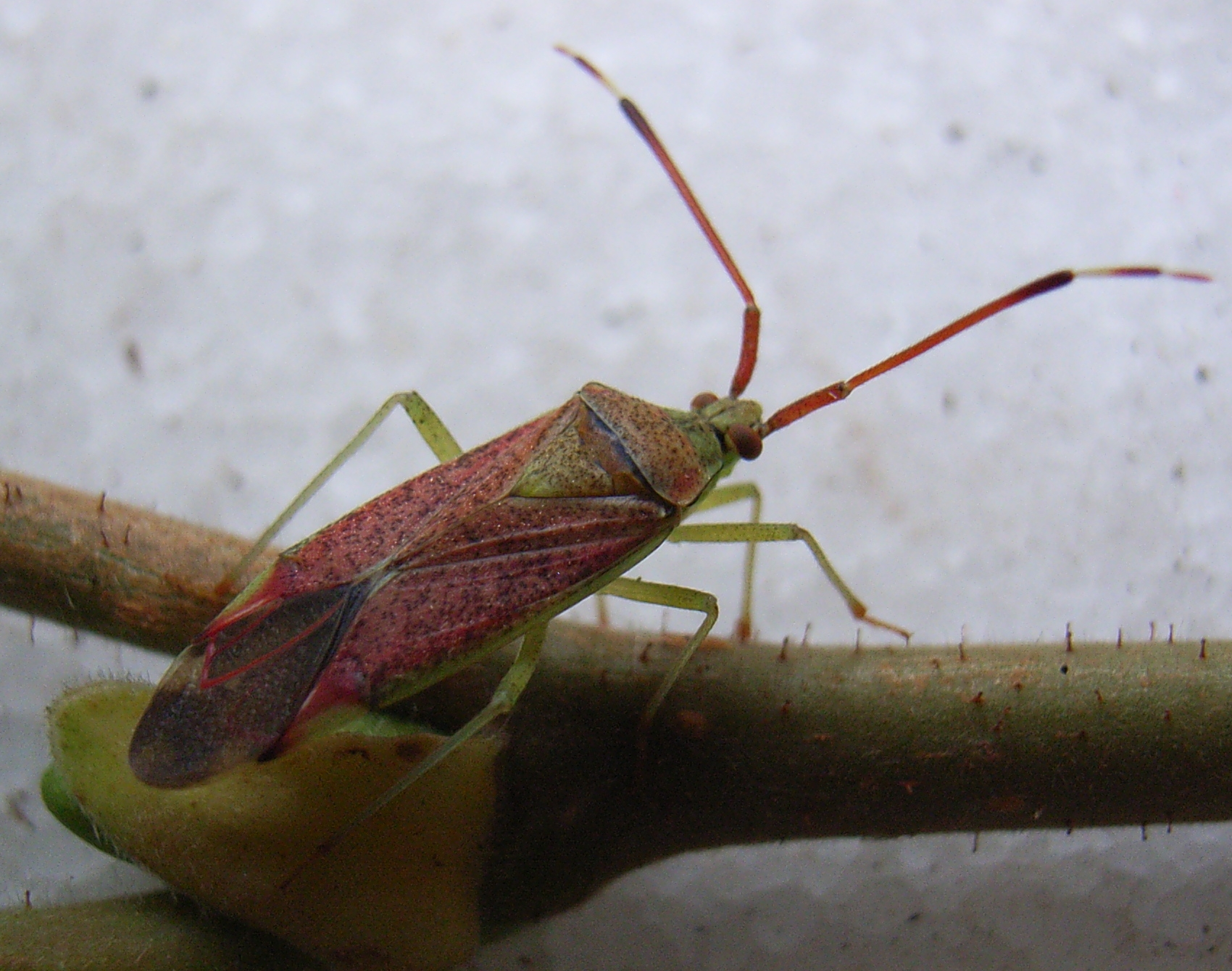